# Análisis termogravimétrico
El análisis termogravimétrico o análisis gravimétrico térmico (TGA) es un método de análisis térmico en el cual la masa de una muestra se mide a lo largo del tiempo a medida que

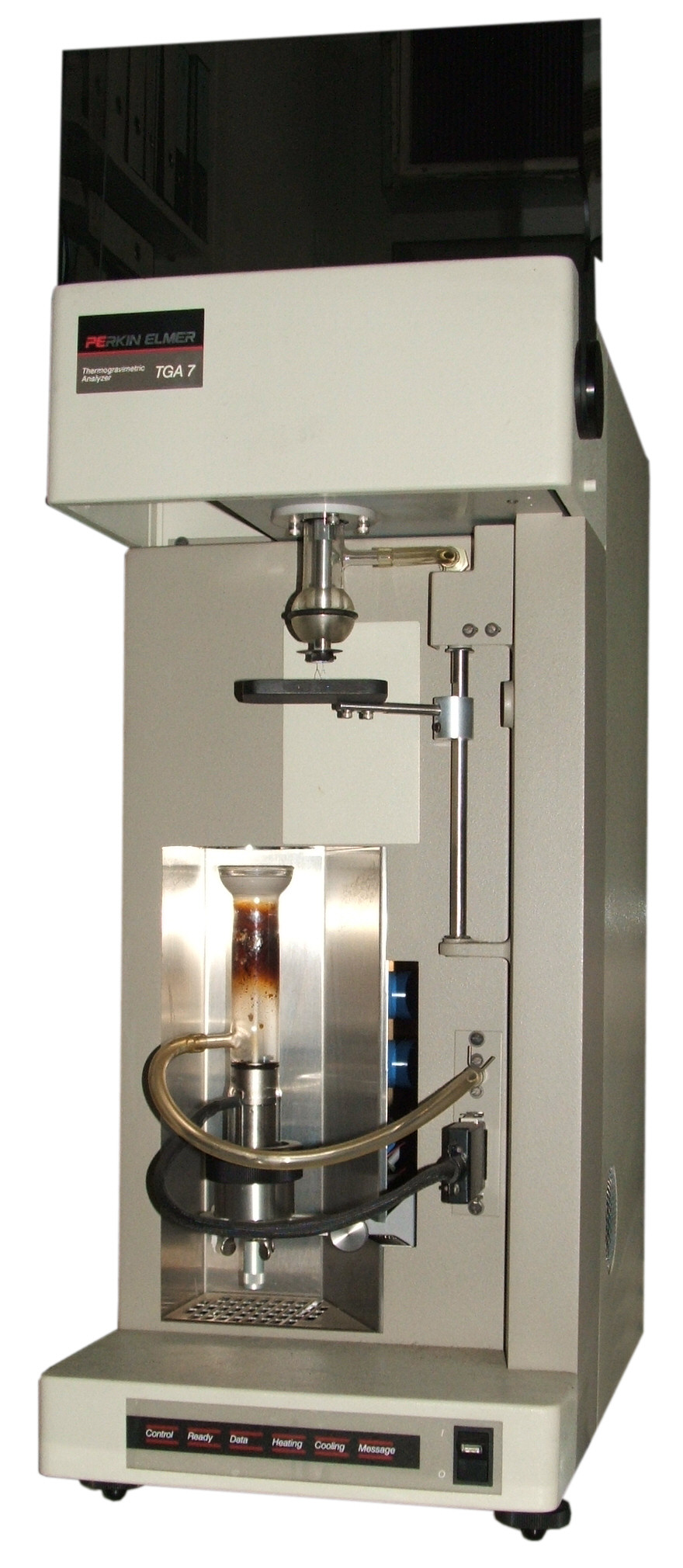
Analizador termogravimétrico.

cambia la temperatura. Esta medición proporciona información sobre fenómenos físicos, tales como transiciones de fase, absorción, adsorción y desorción; así como fenómenos químicos que incluyen reacciones químicas, descomposición térmica y reacciones de gas sólido (por ejemplo, oxidación o reducción).

## El analizador termogravimétrico
El análisis termogravimétrico (TGA) se realiza en un instrumento denominado analizador termogravimétrico. Un analizador termogravimétrico mide continuamente la masa mientras la temperatura de una muestra cambia con el tiempo. La masa, la temperatura y el tiempo en el análisis termogravimétrico se consideran mediciones de base, mientras que muchas otras magnitudes pueden derivarse de estas mediciones de base.
Un analizador termogravimétrico típico consiste en una balanza de precisión con una bandeja de muestra ubicada dentro de un horno con una temperatura de control programable. La temperatura generalmente aumenta a una velocidad constante (o, en algunas aplicaciones, la temperatura se controla para una pérdida de masa constante) para incurrir en una reacción térmica. La reacción térmica puede ocurrir bajo una variedad de atmósferas que incluyen: aire ambiente, vacío, gas inerte, gases oxidantes / reductores, gases corrosivos, gases carburantes, vapores de líquidos o "atmósfera autogenerada"; así como una variedad de presiones que incluyen: alto vacío, alta presión, presión constante o presión controlada.
Los datos termogravimétricos recolectados de una reacción térmica se compilan en un gráfico de masa o porcentaje de masa inicial en el eje y en función de la temperatura o el tiempo en el eje x. Esta gráfica, que a menudo se suaviza, se conoce como una curva TGA. La primera derivada de la curva TGA (la curva DTG) se puede trazar para determinar los puntos de inflexión útiles para las interpretaciones en profundidad, así como para el análisis térmico diferencial.
Un TGA se puede utilizar para la caracterización de materiales a través del análisis de patrones de descomposición característicos. Es una técnica especialmente útil para el estudio de materiales poliméricos, incluyendo termoplásticos, termoestables, elastómeros, compuestos, películas plásticas, fibras, recubrimientos, pinturas y combustibles.
La conductividad térmica (a menudo expresada como k, λ, o κ) se refiere a la habilidad intrínseca de un material de transferir o conducir calor. Es uno de los tres métodos de transferencia de calor, siendo los otros dos: convección y radiación. Los procesos de transferencia de calor pueden cuantificarse en términos de las ecuaciones de velocidad correspondientes. La ecuación de velocidad en este modo de transferencia de calor está basada en la ley de Fourier de conducción de calor. 